# استارژا
شهر استارژا (به پرتغالی: Estarreja) در استارژا در کشور پرتغال واقع شده‌است. جمعیت این شهر ۷٬۰۰۰ نفر  است. در تاریخ ۹ دسامبر ۲۰۰۴ به عنوان شهر شناخته شد.